# Trofeo Alfredo Binda-Comune di Cittiglio 2014
De 39e editie van de Italiaanse wielerwedstrijd Trofeo Alfredo Binda-Comune di Cittiglio werd gehouden op 30 maart 2014. De start- en aankomstplaats lagen in Cittiglio. Het was de tweede wedstrijd van de Wereldbeker Wielrennen voor Vrouwen 2014. De Zweedse Emma Johansson won de sprint van een groepje van acht rensters, dat zich had afgescheiden op de laatste beklimming van de wedstrijd. De Britse Elizabeth Armitstead en de Wit-Russische Alena Amialiusik vervolledigden het podium. Met haar tweede plaats, behield Elizabeth Armitstead de leiding in de wereldbekerstand.

## Deelnemende ploegen
| UCI-ploegen                     | UCI-ploegen             | Nationale selectie |
| ------------------------------- | ----------------------- | ------------------ |
| Alé Cipollini                   | Rabobank-Liv Woman      | Australië          |
| Bigla Pro Cycling Team          | RusVelo                 | Polen              |
| Bizkaia-Durango                 | S.C. Michela Fanini Rox |                    |
| Boels Dolmans Cycling Team      | Servetto Footon         |                    |
| BTC City Ljubljana              | Specialized-Lululemon   |                    |
| Estado de México-Faren          | Giant-Shimano           |                    |
| Team Hitec Products             | Top Girls Fassa Bortolo |                    |
| Lotto Belisol Ladies            | Vaiano Fondriest        |                    |
| Orica-AIS                       | Wiggle Honda            |                    |
| Poitou-Charentes.Futuroscope.86 |                         |                    |

## Uitslag
| Plaats  | Naam                   | Ploeg                           | Tijd     |
| ------- | ---------------------- | ------------------------------- | -------- |
| Winnaar | Emma Johansson         | Orica-AIS                       | 3u05'24" |
| 2       | Elizabeth Armitstead   | Boels Dolmans Cycling Team      | z.t.     |
| 3       | Alena Amialiusik       | Astana - BePink                 | z.t.     |
| 4       | Anna van der Breggen   | Rabobank-Liv Woman              | z.t.     |
| 5       | Pauline Ferrand-Prévot | Rabobank-Liv Woman              | z.t.     |
| 6       | Elisa Longo Borghini   | Team Hitec Products             | z.t.     |
| 7       | Olga Zabelinskaya      | RusVelo                         | z.t.     |
| 8       | Ellen van Dijk         | Boels Dolmans Cycling Team      | z.t.     |
| 9       | Giorgia Bronzini       | Wiggle Honda                    | + 49"    |
| 10      | Elena Cecchini         | Estado de México-Faren          | z.t.     |
| 11      | Megan Guarnier         | Boels Dolmans Cycling Team      | z.t.     |
| 12      | Eugenia Bujak          | BTC City Ljubljana              | z.t.     |
| 13      | Claudia Häusler        | Giant-Shimano                   | z.t.     |
| 14      | Rossella Ratto         | Estado de México-Faren          | z.t.     |
| 15      | Ashleigh Moolman-Pasio | Team Hitec Products             | z.t.     |
| 16      | Amélie Rivat           | Poitou-Charentes.Futuroscope.86 | z.t.     |
| 17      | Francesca Cauz         | Top Girls Fassa Bortolo         | z.t.     |
| 18      | Inga Cilvinaite        | RusVelo                         | z.t.     |
| 19      | Jessie Daams           | Boels Dolmans Cycling Team      | z.t.     |
| 20      | Elena Berlato          | Alé Cipollini                   | z.t.     |

1974 · 1975 · 1976 · 1977 · 1978 · 1979 · 1980 · 1981 · 1982 · 1983 · 1984 · 1985 · 1986 · 1987 · 1988 · 1989 · 1990 · 1991 · 1992 · 1993 · 1994 · 1995 · 1996 · 1997 · 1998 · 1999 · 2000 · 2001 · 2002 · 2003 · 2004 · 2005 · 2006 · 2007 · 2008 · 2009 · 2010 · 2011 · 2012 · 2013 · 2014 · 2015 · 2016 · 2017 · 2018 · 2019 · 2020 · 2021 · 2022 · 2023 · 2024 · 2025